# Иванов, Владимир Петрович (партийный деятель)
Владимир Петрович Иванов (род. 23 сентября 1935, Владимирская область, РСФСР, СССР) — советский партийный и государственный деятель, первый секретарь Сызранского горкома ГК КПСС (1976—1987).

## Биография
Окончил Горьковский государственный университет, химический факультет. Член КПСС с 1961 года. В Сызрани с 1964-года.
На заводе пластмасс прошел путь от старшего инженера-технолога до главного технолога предприятия, избирался секретарем парткома, народным депутатом Сызранского горисполкома и Куйбышевского облисполкома народных депутатов.
В 1976—1987 гг. — первый секретарь Сызранского ГК КПСС. Переведен на работу в город Куйбышев — управляющим «Облместпром».
Награжден орденом Трудового Красного Знамени, Орденом «Знак Почёта», медалями. Отличник химической промышленности СССР.
Воспитал двух дочерей.